# Циклон (тип суден на підводних крилах)
«Циклон» — двопалубне швидкісне пасажирське судно на підводних крилах, газотурбохід, побудований Феодосійським суднобудівним заводом "Море" у 1986 році. Теплохід призначений для перевозки пасажирів на морях і в прибережних районах океанів з помірним морським кліматом і з віддаленням від берега до 100 миль. Дальність плавання до 300 миль.

## Загальні відомості
Корпус судна виготовлено цільнозварним, матеріал – алюмінієво-магнійові сплави, обводи – гостроскулі, з V-подібним днищем, похилим форштевнем і обтічною надбудовою. Непотоплюваність судна забезпечена при затопленні будь-яких двох суміжних відсіків.
Газотурбохід — це тип судна, що має силову установку на основі газотурбінного двигуна (ГТД). Використання двигуна такого типу дозволяє значно підвищити потужність силової установки при її меншій масі, але за рахунок більших експлуатаційних витрат. Для «Циклона» такий газотурбінний агрегат М37 був створений Науково-виробничим комплексом газотурбобудування "Зоря-Машпроект" (м. Миколаїв). Судно має силову установку на основі двох газотурбінних двигунів ДО37.
Газотурбохід «Циклон» був спроектований в Нижньому Новгороді - ЦМКБ ім. Р. Є. Алексєєва.
Було побудоване єдине судно даного типу. Початково воно експлуатувалось на Чорному морі (лінія Ялта-Одеса). Потім, з 1988 було переведене на Балтійське море, де експлуатувалось на лінії Таллінн-Гельсінкі до 1998. Після цього було продане в Грецію, де пропрацювало до 2004, після чого було відправлене на ремонт на завод "Море". Судно змінювало свою назву: до 1991 – Циклон, до вересня 1992 – Tsiklon, до квітня 1998 – Liisa, згодом – Delfini XXX.